# 鋁酸鍶
铝酸锶或偏铝酸锶（化学式：SrAl2O4）是一种白色或无色且不可燃的无机化合物，密度比水较大，化学性质不活泼，它的一个重要用途是用于荧光材料上，这种发光材料通常被标记为：SrAl2O4：Eu2+；SrAl2O4：Eu2+，Dy3+等，它们分别表示为被铕激活的铝酸锶和被铕镝共激活的铝酸锶，在被紫外线或可见光的照射后放置在黑暗环境中就可发出藍色的荧光。
除了偏铝酸锶SrAl2O4外，还存在SrAl4O7（单斜）、Sr3Al2O6（立方）、SrAl12O19（六方）、Sr4Al14O25（正交）等锶的铝酸盐。